# プロヴィデンスガンダム
プロヴィデンスガンダム (PROVIDENCE GUNDAM) は、コズミック・イラ (C.E.) を舞台とする「機動戦士ガンダムSEEDシリーズ」のうち、第1作として2002年 - 2003年に放送されたテレビアニメ『機動戦士ガンダムSEED』 (SEED) に登場する架空の兵器。「ガンダムシリーズ」作品内で主流となっている人型ロボット兵器「モビルスーツ」 (MS) の1機であり、作中の国家勢力である「プラント」の軍事組織「ザフト」が開発した試作機。バッテリー動力が主流化しているC.E.のMSのなかでは核動力を採用した数少ない機体であり、同じ核動力機であるフリーダムガンダムやジャスティスガンダムとは兄弟機の関係にある。特徴として、「宇宙世紀シリーズ」のMSが装備するファンネルに似たビーム砲内蔵の遠隔操作兵器「ドラグーン」を多数備え、多方向へのオールレンジ攻撃を可能にしている。『SEED』劇中終盤でザフト指揮官のラウ・ル・クルーゼが搭乗し、『SEED』の劇中最後の敵として主人公のキラ・ヤマト駆るフリーダムと決戦を繰り広げる。
「プロヴィデンス」は英語で「摂理」「神意」「天帝」「審判」を意味する。公式サイトや各種メディア、関連商品上の表記は「プロヴィデンスガンダム」であるが、作品中ではほかのガンダムタイプMSと同様に固有名の「プロヴィデンス」と呼ばれる。
当記事では、『SEED』の続編である『機動戦士ガンダムSEED DESTINY』(DESTINY)  に登場するレジェンドガンダムや、その他外伝作品などに登場する派生機の解説も行う。

## デザイン・設定
メカニックデザインは、SEEDシリーズの多くのMSとともに大河原邦男が担当した。シリーズの設定製作に参加した下村敬治によれば、本機のデザインは早期に完成していたものの、本編への登場が第48話と後半でプラモデル（ガンプラ）の発売が難しかったことから、隠し玉として雑誌社やバンダイへの提供は後になったという。また、『SEED』にはすでに3機の悪役ガンダムが登場していたため、それらを超えるインパクトが必要との理由もあり、「ガンダムシリーズ」では定番となっているファンネルの要素を取り入れたデザインになったという。
放送終了後の2024年に発売されたアクションフィギュア「METAL BUILD プロヴィデンスガンダム」では、アニメ本編のメカニック作画監督を担当した重田智によるデザイン監修を経て全体のフォルムにアレンジが加えられており、ユーディキウム・ビームライフルについてはFAZZの武装のようにするための展開ギミック、複合兵装防盾システムについてはグリップを追加して脱着可能にしたギミックがそれぞれ追加されているほか、プラットフォームについてもユーザーの望むシチュエーションを再現できるよう、拡大・縮小ギミックが追加されている。

## 設定解説
X09A ジャスティスやX10A フリーダムと同じZGMF-Xシリーズの系列機で、シリーズ内では後発の機体としてX12A リジェネレイトとともにロールアウトされた。ほかのZGMF-Xシリーズと同じくニュートロンジャマーキャンセラー (NJC) 搭載型の核エンジンやフェイズシフト装甲（PS装甲）、マルチロックオンシステムなどを標準採用し、シリーズ内ではプラントの最終防衛線での運用を想定されている。
当初は、4本のビームサーベルを装備した近接格闘機として設計されたが、高い空間認識能力をもつラウ・ル・クルーゼがパイロットに決定したことと豊富な核エネルギーを有効活用する目的で、機体背面と腰部周りに専用プラットフォームを増設したドラグーン・システム搭載機となった。これらのプラットフォームは基礎設計の完了後に急遽後付けされたため、機体と背部プラットフォームを接続するための量子通信ケーブル2対が腹部側面に露出しているが、ケーブル自体をPS装甲で覆うことで弱点化することを防いでいる。また、格闘機の名残として全体が重装甲かつ重量化しており、ドラグーン・システムとの同調を優先した結果運動性も低下しているが、強化されたスラスターでこれを補っている。
コックピットはフリーダムやジャスティスと共通規格となっているが、ドラグーン搭載による仕様変更なのか、他機のような胸部ではなく腹部側に位置している。操縦用のOSには、ほかのZGMF-Xシリーズと同様の「G.U.N.D.A.M.COMPLEX」を搭載する。そのほかの特徴として、頭部にはクルーゼが身に着けている仮面を模した形状のフェイスカバーが取り付けられている。完成度自体はほかのZGMF-Xシリーズに劣るとされるが、強力な兵装による戦闘能力は、C.E.71年における全MSの頂点に立つといえる。

### 武装
MMI-GAU2 ピクウス 76mm近接防御用機関砲
頭部と肩部に装備された実弾砲。装備位置は資料によって頭部、肩部とするものが見られるが、アニメ劇中では両方から発射している。
MA-M221 ユーディキウム・ビームライフル
ドレッドノートのMA-M22Yを大型高出力化した肩掛け式携行火器。大型ゆえに取り回しにはやや難があるが、フリーダムやジャスティスのMA-M20 ルプスを上回る出力をもつ。
2017年に発売されたマスターグレード (MG) のプラモデルでは、銃身先端からグリップにかけた機関部がルプスと共通であるという解釈がなされ、この部分は先行発売された「MG フリーダムガンダムVer.2.0」の金型を流用している（機体の内部フレームの一部も同様）。
MA-V05A 複合兵装防盾システム
左腕にはめ込まれた対ビームコーティングシールドに大型ビームサーベル1基と2門のビーム砲を内蔵した複合兵装。地球連合軍から強奪したブリッツのトリケロスを参考に、先行開発されたゲイツの装備を発展させたもので、攻防の転換をすばやく行える強みをもつ。両脇のビーム砲からビームを発振してビームサーベルとして機能させている場面も一部存在する。
ドラグーン・システム
背部や腰のプラットフォームに懸架された主力兵装。ニュートロンジャマーに阻害されない量子通信とマルチロックオンシステムの併用によって操作され、分離した複数のビーム砲端末で全周囲からのオールレンジ攻撃を行い、単機で戦闘区域を完全制圧することを可能としている。端末は9門のビーム砲を備えた円錐形大型タイプが3基、2門のビーム砲を装備したスクエア形小型タイプが8基搭載されており、全端末の合計ビーム砲門数は43門にもなる。またバックパックに装備される小型端末2基は、後継機のレジェンドと同様に前方に向けての発砲が可能となっている。一方で、本システムは使用者（パイロット）の超人的な空間認識能力を必要とするため、本機はその対応適性が確認されているクルーゼの専用機となっている。

### 劇中での活躍
初登場は第48話。ジェネシス防衛のために第二次ヤキン・ドゥーエ攻防戦へ投入され、世界の破滅を望むクルーゼの手足として地球連合軍や三隻同盟軍を翻弄する。第49話ではドラグーン・システムの機能をフルに使う有機的戦術によって多数のストライクダガーやM1アストレイを撃破し、さらにムウ・ラ・フラガの駆るストライクを退け、ディアッカ・エルスマンのバスターを中破させる。
第50話（最終話）ではキラの乗るフリーダム（ミーティア装備）を圧倒するが、フレイ・アルスターの乗る脱出艇を本機に撃墜されたことによりSEEDを覚醒させたキラと、互いにダメージを与え合うほど激戦を繰り広げる。最後はフリーダムにジェネシス発射口前でコックピットをビームサーベルで貫かれ、その直後にジェネシスから発射されたガンマ線レーザーを受けてフリーダムを巻き込む核爆発を起こし、ジェネシスの照準用二次反射ミラーを破壊しながら爆散する。
高山瑞穂版漫画では撃破方法が異なっており、負傷したムウがメビウス・ゼロのガンバレルのワイヤーで自機ごと本機の動きを封じ、キラがフリーダムのバラエーナ・プラズマ収束ビーム砲で両機を撃破する。

## ニクスプロヴィデンスガンダム
「ライブラリアン」がプロヴィデンスを強化再設計した機体。型式番号冒頭の「LN」は「ライブラリアン・ニクス」の略で、「ニクス  (NIX)  」（吹雪）とはドラグーン・プラットフォームの形状が雪の結晶に似ていることと、ドラグーンを一斉操作する姿が吹雪のごとく吹き荒れるように動くことに由来する。
頭部には新たに量子通信アンテナが装備されており、ドラグーンの操作性を高めている。
「効率のよいドラグーン・システムの運用」を改修目的としており、頭部にはピクウスの弾倉に代わる新たな量子通信アンテナが新設され、背部ドラグーン・プラットフォームも右肩へと移設されている。肩部プラットフォームには新たに大型1基、小型2基のドラグーン端末が追加され、左肩にも小型4基と増加装甲代わりの複合兵装防盾システムを装備した別のプラットフォームが増設されている。右肩プラットフォームは可動式となっており、すべてが本体の固定砲台としても機能する。なお通常は使用されないが、ベース機と同様に左肩の防盾システムを腕部に装着することも可能。腰部プラットフォームには、両脇に大型2基、背部に小型2基の計4基を搭載する。各部関節の設計の見直しにより機動性は向上しているが、ドラグーンの運用を優先したためにスラスター配置がアンバランスとなり、機動システムが生かされていない。半面、右肩プラットフォームと防盾システムが両肩に移動している構造上、防御力はベース機より強化されている。ベース機の露出化した腹部ケーブルは、「本体で戦わない意思表示」に加え、「機体が持つ歴史的特徴」として残されている。。
ライブラリアンの強化型Gは全機がストライカーパックシステムに対応した換装機構を有しており、ユーディキウム・ビームライフルなどの火器を懸架可能な高機動型パック「ドラグーンストライカー」を基本装備としている。パック自体もドラグーンとして機能するため、実質的なドラグーンの合計装備数は12基に強化されている。
時系列上では過去にあたる『機動戦士ガンダムSEED DESTINY ASTRAY B』にも登場し、アストレイノワールの模擬戦の相手を務める。

## レジェンドガンダム
当初はガンダムタイプではなく、ザク系の機体として企画されていた。その際のデザインをリライトしたものがMSVのプロヴィデンスザクとなる。
設定解説
ZGMF-X42S デスティニーと同時開発されたザフトの最新鋭サードステージMSで、プロヴィデンスの直系の発展機にあたる。プラント最高評議会議長ギルバート・デュランダルを中心とする開発陣が、デスティニーと同じく核動力と従来型デュートリオンのハイブリッド機関であるハイパーデュートリオンエンジン（HDエンジン）を実装し完成させた。
設計当初からドラグーン・システムの搭載を前提としており、 頭部アンテナは情報収集能力向上の目的で4本に増強されている。また、システムを後付けされ完成度に課題があったプロヴィデンスと違い、腹部ケーブルの露出もない。前型機では超人的な空間認識力を必要したドラグーン・システムは、ZGMF-X24S カオスのEQFU-5X 機動兵装ポッドやプロヴィデンスザクを経て量子インターフェイスに改良が加えられており、従来型より比較的容易に運用可能な第2世代ドラグーン・システムへと進化している。
HDエンジンから得られる大推力によって高い加速・機動性を発揮し、重力下での飛行も可能となっている。ドラグーンの無線遠隔操作は重力下では不可能だが、ビームポッドは機体に接続したまま可動砲台として使用することも可能で、その場合の火力も在来機の比ではない。セカンドステージのMSを凌駕する高い性能を誇り、ストライクフリーダム、インフィニットジャスティスといった機体群と同等の性能を誇るハイエンド機である。
機体名は、プロヴィデンスのパイロットであったクルーゼが戦争犯罪者となったことからレジェンドに改変されたとする説があるが、関係当局においては否定されている

### 武装（レジェンド）
MMI-GAU26 17.5mmCIWS
デスティニーと共通装備である側頭部内蔵の近接防御火器。
MA-BAR78F 高エネルギービームライフル
先行のセカンドステージ機が装備しているライフルの改良型。従来よりも大型化しており、HDエンジンの搭載によって出力と連射性能が向上している。不使用時はバックパックに縦に懸架される。
MX-2351 ソリドゥス・フルゴール ビームシールド発生装置
両手甲に装備されている光学防御兵器で、デスティニーと共通の装備。大出力ビーム砲の直撃をも防ぐビームの防護膜を形成し、重量のある従来の実体式シールドをはるかに上回る防御力と取り回しのよさを両立している。また、展開中でも自機による裏側からの攻撃は通すため、攻防を同時に行うことができる。ビームの出力を調整することで防御範囲を変化させたり、ビームガンやビームサーベル代わりに使用する応用法もある。
MA-M80S デファイアント改ビームジャベリン
両脚の側面に分割収納されている、接近戦用のビームサーベル系装備。2基を連結させたナギナタのような形態としても使用可能。
ドラグーン・システム
量子インターフェースの改善によってプロヴィデンスのドラグーン以上のレスポンスを実現した改良型。背部プラットフォームにもプロヴィデンスにはない可変機構が設けられ、カタパルト発進時の折り畳みや後述の砲撃姿勢を取ることが可能となっている。
GDU-X7 突撃ビーム機動砲
背部プラットフォーム最上端に2基装備される大型端末。1基につき5門のビーム砲を内蔵し、4門から発生する小型ビームスパイクにより陽電子リフレクターをも貫通するほどの攻撃力を持ち、多次元的な戦術を展開する。また、本体との連結時にもデバイス中央部からのビーム発射が可能で、プラットフォームごと前方に90度倒した砲撃姿勢も取れる。
GDU-X5 突撃ビーム機動砲
背部プラットフォーム側面と腰部に合計8基装備される小型端末。2門のビーム砲を内蔵し、ドラグーン本来の攻撃端末としての機能のほか、重力下では機体の前面に向け連結した状態での砲台として度々使用される。

### 劇中での活躍（レジェンド）
デスティニーとともにミネルバに配備された当初は、アスラン・ザラが受領することになっていたが、彼がメイリン・ホークとともにグフイグナイテッドを奪ってザフトを脱走したため、レイ・ザ・バレルが搭乗した本機とシン・アスカ搭乗のデスティニーの2機でアスランたちを追撃する。任務達成後はレイが正式な本機の専任パイロットとなる。
ザフトのヘブンズベース侵攻時は、単独またはデスティニーやインパルスとの連携で3機のデストロイを撃墜し、このときにソードインパルスの対艦刀「エクスカリバー」を借用する。また、『スペシャルエディション3』ではレイダー制式仕様を一瞬で撃墜する。
オーブ侵攻時はデスティニーとの連携でキラ・ヤマトの駆るストライクフリーダムを追い詰めるが、アスランの駆るインフィニットジャスティスの妨害もあって戦況が拮抗し、最終的に撤退する。
レクイエム攻略戦時はデスティニーとともに陽動を担当し、地球連合軍のウィンダム、ザムザザー、デストロイ、そしてロゴスの黒幕ロード・ジブリール搭乗の戦艦ガーティ・ルーを撃沈する。
レクイエム・メサイア攻防戦では、ストライクフリーダムと激戦を展開するが、最終的には大半のドラグーンを連続して撃墜され、本機もハイマット・フルバーストの直撃を受けて戦闘不能となる。その後、メサイアに向かう姿までは画面で確認されているが、メサイア陥落後の行方は不明。